# Mount Cardell
Mount Cardell ist ein 1657 m hoher und länglicher Berg im ostantarktischen Mac-Robertson-Land. In der Athos Range der Prince Charles Mountains ragt er 3 km nordwestlich des Bradley Ridge und 9 km südöstlich des Mount Peter auf.
Kartiert wurde er anhand von Luftaufnahmen, die im Rahmen der Australian National Antarctic Research Expeditions entstanden. Das Antarctic Names Committee of Australia (ANCA) benannte ihn nach Norman Cardell, Elektrotechniker auf der Mawson-Station im Jahr 1964.